# Dikyamaç, Arhavi
Dikyamaç là một xã thuộc huyện Arhavi, tỉnh Artvin, Thổ Nhĩ Kỳ. Dân số thời điểm năm 2010 là 93 người.